# Anthracocentrus arabicus
Anthracocentrus arabicus là một loài bọ cánh cứng trong họ Cerambycidae.